# Axel Renander
Bror Axel Verner Renander, ibland Acke Renander född 8 september 1895 i Haparanda, död 19 december 1967 i Torsåker i Hammarby församling, var en svensk läkare.
Axel Renander var son till handlaren Axel Andersson. Han avlade studentexamen 1913 och blev medicine kandidat 1916, medicine licentiat 1921 och medicine doktor 1941 vid Karolinska Institutet. Han var docent i medicinens historia vid Uppsala universitet 1960–1962. Han blev marinläkarstipendiat 1919 och marinläkare av andra graden i Marinläkarkåren 1921 samt var marinläkare av första graden 1923–1929 och i dess reserv 1929–1941. Från 1941 var han förste marinläkare. Efter förordnanden i bland annat patologi, internmedicin och röntgenologi var han 1928–1931 biträdande lärare vid Sahlgrenska sjukhusets röntgenavdelning och därunder i två år föreståndare för den röntgendiagnostiska avdelningen. Han var lasarettsläkare vid Västerås centrallasaretts röntgenavdelning 1932–1960. Han utgav ett fyrtiotal arbeten av radiologiskt och röntgenologiskt innehåll. År 1928 var han generalsekreterare för internationella radiologkongressen då denna avhölls i Stockholm. Han blev filosofie hedersdoktor vid Uppsala universitet 1958 och tilldelades professors namn 1963.